# 谢韬
谢韬，原名谢道炉（1922年—2010年8月25日），四川自贡人，中国学者，曾任中国人民大学副校长。

## 生平
在延安时期投身革命，1944年毕业于成都金陵大学（现南京大学）社会学系，后留校任教。1946年加入中国共产党，任新华总社编辑，《新华日报》、《解放日报》记者等。1948年8月在华北大学任教。
1949年后，谢韬任中国人民大学教授。1955年5月因“胡风反革命集团”案影响入秦城监狱十年。1965年发配自贡盐业历史博物馆“监督劳动”13年。1980年平反。后任中国社会科学出版社党委书记、中国人民大学副校长兼人大出版社社长、总编辑，中国社会科学院研究生院第一副院长。
2010年8月25日上午9点零3分在北京病逝，享年89岁。

## 思想
2007年，德国之声报道谢韬在《炎黄春秋》杂志发表了《民主社会主义模式与中国前途》，主张民主社会主义。谢韬还表示应尽快进行政治体制改革，否则可能重蹈蒋介石国民党在大陆走向灭亡的官僚资本主义道路。
他把三年大饥荒的责任归咎于毛泽东设计的权力结构和政治制度：“由于不受任何制约，不听任何反对意见，三年大跃进，饿死了三千七百五十万人，成为古今中外最大的暴政。”

## 著作
- 《论墨子哲学思想》
- 《西藏宗教问题史略》